# كرونة آيسلندية
كرونة آيسلندية (بالآيسلنديّة: íslensk króna) العملة الرسميّة لآيسلندا، رمزها (kr أو ISK) ويصدرها مصرف آيسلندا المركزي، الكرونة الآيسلندية الواحدة مقسمّة إلى مئة إيرير (بالآيسلنديّة: eyrir) وسعر صرفها كل دولار أمريكي = 131,73 كرونة آيسلندية، أصدرت هذه العملة عام 1981 لتحمل مكان الكورونة الآيسلنديّة القديمة.